# Psychotria abdita
Psychotria abdita är en måreväxtart som beskrevs av Paul Carpenter Standley. Psychotria abdita ingår i släktet Psychotria och familjen måreväxter. Inga underarter finns listade i Catalogue of Life.